# خرفارينة
الخرفارينة (الاسم العلمي: Phalaridinae) هي عمارة نباتية تتبع الفصيلة النجيلية من رتبة القبئيات.

## أجناس
- الخرفار
- عشب الربيع